# Stenostola ferrea
Stenostola ferrea là một loài bọ cánh cứng trong họ Cerambycidae.

## Hình ảnh

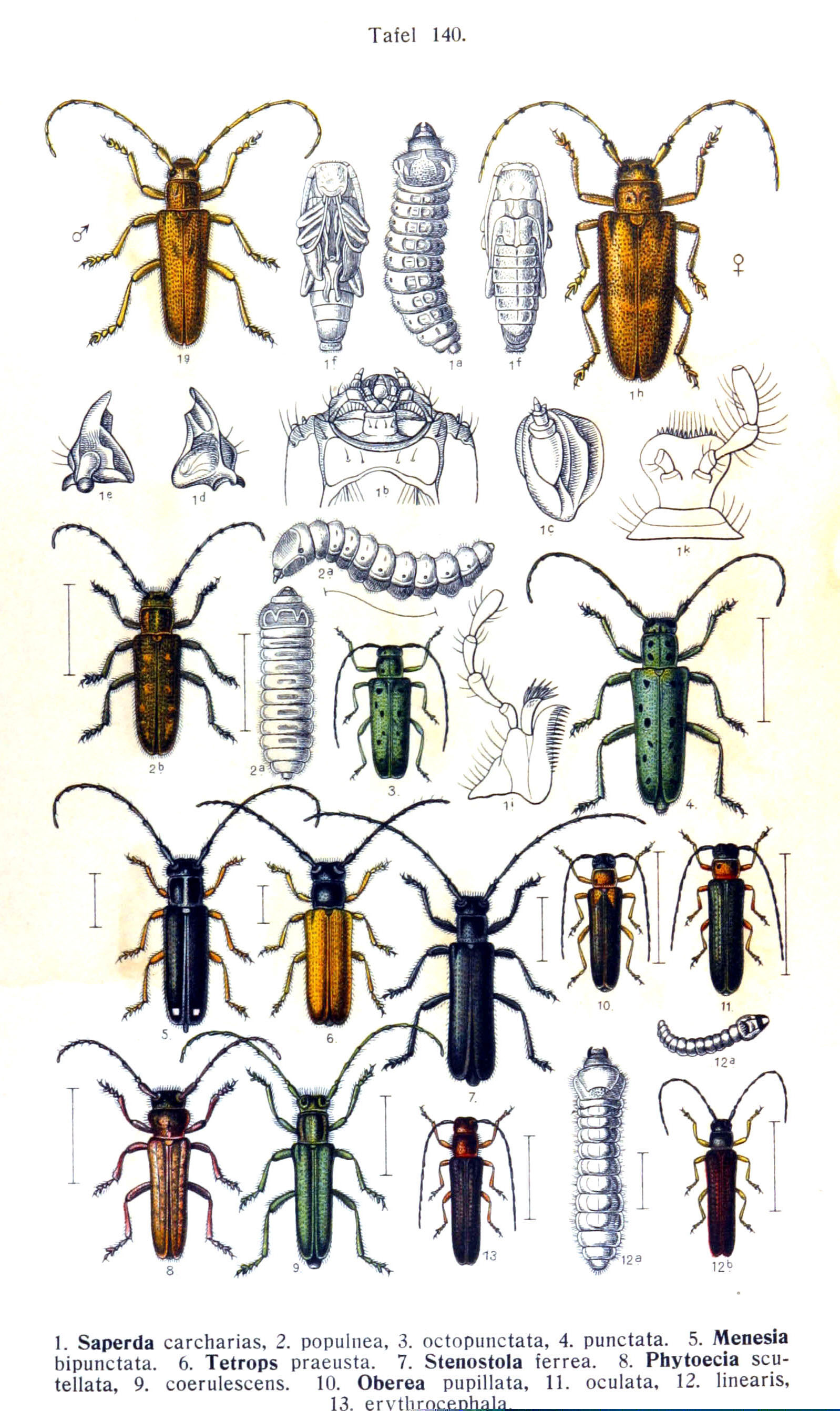